# جاك راندال
جاك راندال (بالإنجليزية: Jack Randall)‏ (7 يوليو 1992 في المملكة المتحدة - ) هو لاعب كرة قدم بريطاني في مركز الوسط. لعب مع نادي ألدرشوت تاون.

## وصلات خارجية
- جاك راندال على موقع قاعدة بيانات كرة القدم.إي يو (الإنجليزية)
- جاك راندال على موقع Soccerbase.com (لاعب) (الإنجليزية)